# Семантический аргумент
Семантический аргумент — это вид аргументации, где участник дискуссии адаптирует значение термина в соответствии с контекстом, чтобы подкрепить представленные им аргументы. Семантические аргументы широко используются в общественном, политическом, академическом, юридическом или религиозном дискурсе. Чаще всего подобные семантические преобразования, вводятся, с помощью наводящих на мысль убедительных определений, однако существуют и другие способы изменения значения (например, атрибуция или классификация). Существует множество подтипов семантических аргументов, таких как: «ни один истинный шотландец», аргументы на основе вербальной классификации, аргументы к определению или аргументы из определения.

## Структура
Поскольку существуют различные типы семантических аргументов, то и схемы аргументации к ним также отличаются. Термин «семантический аргумент» был предложен Терезой Холувкой, в 1990 году, а затем развит Якубом Прусом и другими логиками. Выделяют несколько основных типов семантических аргументов, которые имеют несколько вариантов схем аргументации, но все они модифицируют смысловое значение для поддержки убеждения: аргумент к определению, аргумент из определения (по определению Петра Испанского): definitio-definitum и definitum-definitio) и аргумент классификации.

### Аргумент к определению
Аргумент к определению направлен на включение некоторого объекта в расширение данного определения — иногда это может быть концом рассуждения («это расизм»). Очевидно, что семантическая модификация вводится через убеждающее определение в
- Индивидуальная предпосылка: A обладает некоторым свойством F.
- Предпосылка определения: Для всех x, если обладает некоторым свойством F, то x соответствует определению D.
- Вывод: A соответствует определению D.

### Аргумент из определения
Иногда, аргумент может исходить из определения и включать в него определённое свойство, чтобы приписать это свойство определённому объекту («Все проявления расизма должны преследоваться, поэтому данное поведение также должно преследоваться»). Аргументы к определению и из определения могут использоваться совместно (Дуглас Уолтон, назвал последние, аргументами из определения, к вербальной классификации).
- Предпосылка определения: A соответствует определению D.
- Классификационная предпосылка: Для всех x, если x соответствует определению D, то x классифицируется как обладающий свойством G.
- Вывод: A обладает свойством G.

### Аргументы на основе вербальной классификации
Убедительные определения не являются единственным способом внесения изменений в смысл — можно также изменить значения, просто связав два свойства вместе (Дуглас Уолтон называет это «вербальной классификацией»), а затем приписав новое свойство данному объекту («если что-то преследуется по закону, то, следовательно, такие нарушения закона — аморальное поведение, следовательно, с моральной точки зрения, расизм является недопустимым»).
- Индивидуальная предпосылка: A обладает некоторым свойством F.
- Классификационная предпосылка: Для всех x, если x обладает свойством F, то x может быть классифицирован как обладающий свойством G.
- Вывод: A обладает свойством G.

Это три наиболее распространённых типа семантических аргументов. Полная типология семантических аргументов включает классификацию убеждающих определений, понятие, введённое Чарльзом Стивенсоном, разработанную Тадеушем Павловским. Сюда же относятся аргументы классификации (называемые также «атрибутивными аргументами»).

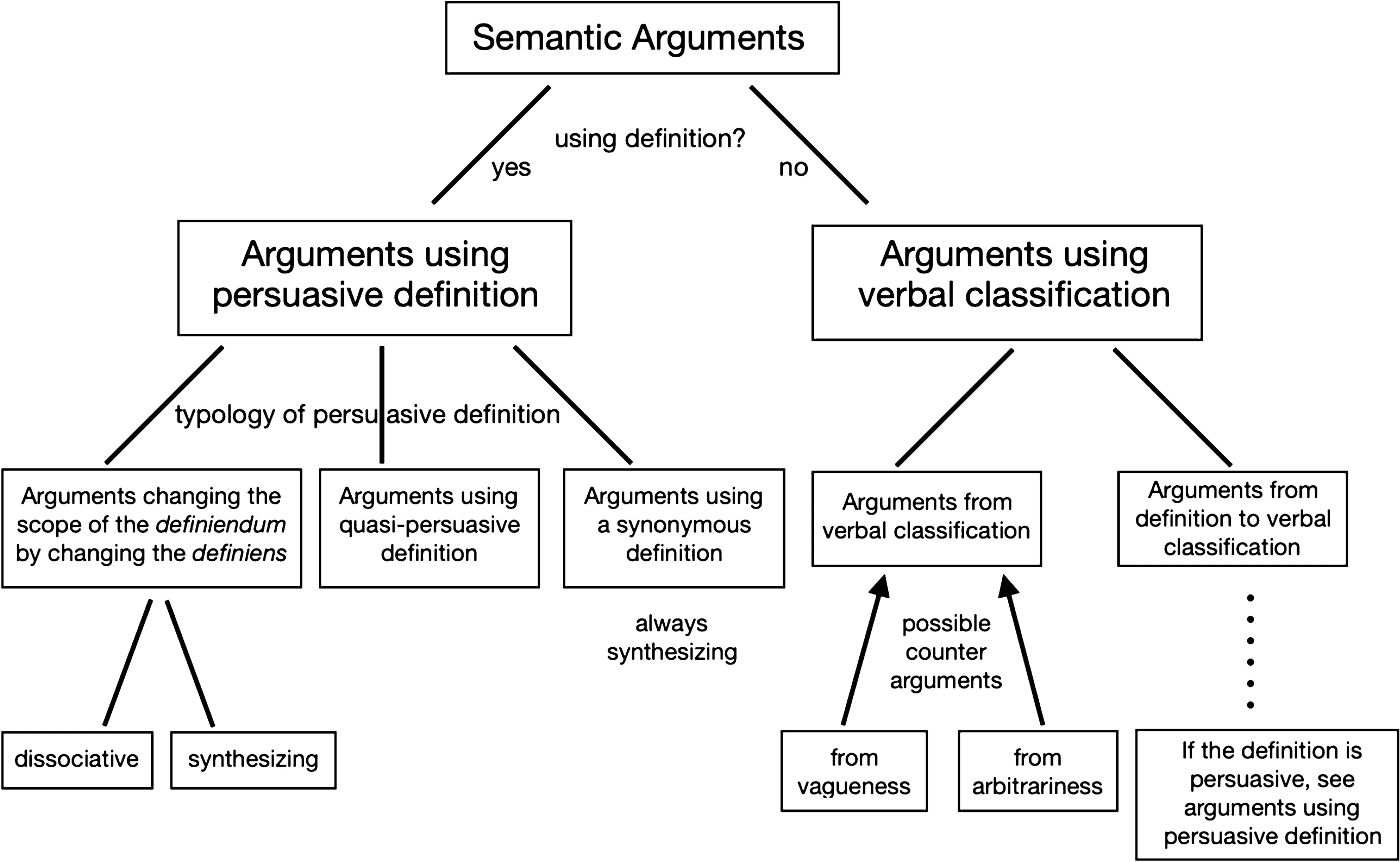

Для того чтобы оценить семантический аргумент, необходимо сначала оценить семантическую модификацию, вносимую в него. Критериями оценки таких модификаций являются: прозрачность модификации, согласованность с употреблением, последствия модификации, авторитет модифицирующей стороны, альтернативные смыслы. Также необходимо оценить отдельную посылку (которая приписывает ключевое свойство данному объекту), поскольку иногда она является наиболее слабым местом в аргументации.

## Примеры семантических аргументов
1. Давайте, наконец, скажем, что означает термин «расизм». Это просто неравноправное отношение, к людям, по признаку их этнической принадлежности. Таким образом, Демократический союз является расистской партией. Они стремятся ввести закон о выборах, предоставляющий привилегии этническим меньшинствам!
2. Взятка — когда мы даём кому-то что-то ценное, чтобы заставить его сделать то, что мы хотим. Мой клиент просто хотел избежать того, чтобы его вызывали из одного полицейского участка в другой, поэтому он дал полицейскому тысячу рублей. Давайте будем серьёзны — вы не можете классифицировать это как «взяточничество», не так ли?
3. Демократия — линия правительства, которое пытается сблизить мораль и политику до тех пор, пока они не совпадут.
4. Демократия — форма правления, которая даёт или пытается дать народу иллюзию его собственного суверенитета. [Пример Ф. Маканьо и Д. Уолтона]
5. Террористы — бандиты, которые прикрываются политическими, религиозными или националистическими лозунгами, пытаясь решить вопросы, не имеющие ничего общего с тем, что они публично заявляют [F. Пример Маканьо и Д. Уолтона].
6. Плод — человеческая особь, со всеми потенциальными возможностями каждого человеческого существа, и что его уничтожение, является убийством, оправданным, только в самых экстремальных обстоятельствах, связанных с прямой и неминуемой угрозой жизни матери [пример С. А. Косгроува и П. А. Картера].
7. Согласно законодательству, в общественном парке запрещено использовать транспортное средство. Понятно, что это запрет на автомобиль, но как быть с велосипедами, роликовыми коньками, игрушечными машинками? А самолёты? Можно ли их, как мы говорим, называть «транспортными средствами» с точки зрения данного правила или нет? [Пример Х.Л.А. Харта].